# Либхер
Liebherr (произн. Либхер) е немска машиностроителна компания със седалище в град Биберах ан дер Рис (Biberach an der Riß), провинция Баден-Вюртемберг. Холдинговата компания на групата Liebherr – Liebherr-International AG се състои от над 130 фирми, организирани в десет продуктови направления, сред които: автокранове, битова и хладилна техника, транспортни системи. Централата ѝ е разположена в град Бюл (Швейцария).
Компанията е основана през 1949 г. от Ханс Либхер в Кирхдорф ан дер Илер (Германия). Фирмата започва дейността си с производството на кранове за строителството. С течение на времето значително разширява своята гама от строително оборудване, а след това започва да произвежда и домакински уреди (хладилници и фризери). Сега компанията е един от най-големите производители на строителни машини в света. В допълнение към широкия спектър от машини, принадлежащи към категорията на тежкото оборудване, Liebherr също така произвежда професионална хладилна техника за индустрията, както и хладилници, предназначени за употреба в домакинствата.
В групата в Liebherr влиза и Liebherr Aerospace – подразделение за производство на авиационни комплектовъчни изделия, основен доставчик на компанията Airbus.
Към 2015 г. семейният бизнес е управляван от потомци на основателя: Изолде Либхер и брат ѝ Вили Либхер. Привлечени са и по-млади членове на семейството – София Албрехт, Жан Либхер, Патриция Рюф и Стефани Волфарт.
В компанията в края на 2018 г. работят повече от 46 000 служители на всички континенти (включително Антарктида).

## Годишен оборот
| Година | Оборот (млрд. €) | Промяна | Брой служители |
| ------ | ---------------- | ------- | -------------- |
| 2009   | 6,961            |         |                |
| 2010   | 7,587            | +8,99%  | 32 979         |
| 2011   | 8,334            | + 9,8 % | 35 333         |
| 2012   | 9,09             | + 9 %   | 37 801         |
| 2013   | 8,963            | -1,5%   | 39 424         |
| 2014   | 8,823            | -1,6%   | 40 836         |
| 2015   | 9,237            | +4,7%   | 41 545         |
| 2016   | 9,009            | -2,5%   | 42 308         |
| 2017   | 9,812            | +8,9%   | 43 869         |
| 2018   | 10 551           | +7.5%   | 46 169         |

## „Либхер“ в България
Корпорацията „Либхер“ е на българския пазар от 1997 г., когато установява отношения с местен партньор, официален представител за широка гама строителна и земекопна техника.
От 2000 г. започва и производството на хладилници „Либхер“ в Радиново в дружеството „Либхер – Хаусгерете Марица“ ЕООД. Площта на производствената база е над 54 000 m², където към януари 2019 г. броят на заетите лица е повече от 1900 души. Освен производството на хладилници и фризери за външни пазари, в Радиново се произвеждат и над 300 модела хладилници „Либхер“ за цялата страна с осигурено сервизно и следпродажбено обслужване за своите клиенти. „Либхер – Хаусгерете Марица“ ЕООД е един от водещите инвеститори в страната, отличаван трикратно с наградата „Инвеститор на годината“.
През 2004 г. в Радиново стартира серийно производство на климатични инсталации и отоплителни системи за жп транспорта. Във фирма „Либхер – Транспортейшън Системс Марица“ ЕООД (от 2010 г. в с. Царацово) са заети 220 души, а производствената площ възлиза на 11 000 m².

## Видове продукти
Продуктовите линии на Liebherr включва:
- Земекопна техника
- Минно оборудване
- Кранове – мобилни, верижни, морски, строителни
- Съоръжения за работа с бетон
- Машинни инструменти
- Системи за автоматизация
- Хладилници

## Иновативни постижения в производството на хладилници Liebherr
- 1966 Liebherr е първата компания, която използва FrostSafe система за фризери.
- 1971 Liebherr въвежда първите хладилници с електронни системи за управление.
- 1989 Liebherr въвежда професионална технология NoFrost.
- 1993 Liebherr е първият производител в света, който подменя всички свои хладилници и фризери с такива, при чието производство не се използват хлорфлуорвъглеводороди.
- 1996 Патентована е Liebherr BioFresh® система за максимална свежест, физическо запазване на витамините и удължаване живота на пресните храни.
- 2004 Liebherr въвежда иновативна система за LED осветление.
- 2007 Liebherr е първата компания в света, която произвежда всички свои хладилници и домакински уреди в съответствие с RoHS („ограничаването на употребата на определени опасни вещества в електрическото и електронното оборудване“), като важна част от своя глобален ангажимент за екологично отговорно производство.

## Известни продукти
- Liebherr T282B – кариерен самосвал (пълна маса на автомобила – 600 тона, мощност на двигателя – 3650 к.с.), който има най-голямата в света (след „БелАЗ-75710“) товароподемност – 363 тона, близка до тази на Caterpillar 797F и Terex MT 6300AC.
- Liebherr LTM 11200 – 9.1 – най-мощният мобилен кран на специално 9-осно шаси, който има най-дългата в света телескопична стрела. Максималната му товароподемност е 1200 тона при 2,5 m дължина на стрелата[10].
- Контейнерен кран тип STS – пристанищен контейнерен претоварвач.

## Семейство Либхер
Други членове на семейството на основателя на компанията Ханс Либхер, които работят в рамките на дружеството:
- Ханс Либхер младши
- Вили Либхер (* 1947)
- Маркус Либхер (1948 – 2010)
- Изолде Либхер (* 1949)
- Хуберт Либхер (* 1950)

Бизнес списанието Bilanz оценява активите на семейство Либхер на 4,5 милиарда швейцарски франка. В списъка на 500-те най-богати германци са номер 22.

## Галерия
- Вдясно на строеж в гр. Сет (Франция) – въртящ се кран от серията Litronic
- Телескопичен кран Liebherr LTM 1500
- Кариерен самосвал Liebherr T 282 B
- Хидравличен багер
- Гъсеничен кран Liebherr HS 895
- Макет на носовата стойка на Airbus A350 на изложбата ILA 2012 г.
- Екскаватор Liebherr R926
- Кулоков кран Liebherr-710 HC-L 32/64 Litronic